# Lex specialis derogat legi generali
Lex specialis derogat legi generali (z łac. Ustawa szczególna uchyla ustawę ogólną) (inaczej: reguła merytoryczna) – reguła kolizyjna, zgodnie z którą prawo o większym stopniu szczegółowości należy stosować przed prawem ogólniejszym. Innymi słowy norma prawna mniej ogólna (bardziej szczegółowa) ma pierwszeństwo w zastosowaniu nad kolidującą z nią normą prawną bardziej ogólną (mniej szczegółową).
Norma mniej ogólna jest tu traktowana jako wyjątek od reguły, którą jest norma bardziej ogólna.
O tym, co jest wyjątkiem, a co regułą, decyduje tu klasa przypadków regulowanych przez pozostające w konflikcie normy prawne. Klasa węższa oznacza wyjątek, a klasa szersza regułę.
Poważny problem występuje wówczas, gdy obydwie normy prawne, co do których chcemy orzec, która z nich jest bardziej, a która mniej ogólna, obejmują swoim zakresem zastosowania jakieś przypadki, które są normowane tylko przez jedną z nich (ich zakresy zastosowania pozostają w stosunku krzyżowania się, a nie nadrzędności i podrzędności). Z taką sytuacją mamy do czynienia np. w przypadku normy: każdemu w każdych okolicznościach wolno trzymać kanarki i normy: nikomu nie wolno trzymać zwierząt w akademiku. Kierując się kryteriami logicznymi, ustalenie tego, która z tych norm jest lex specialis, a która lex generalis, nie jest możliwe. W efekcie o tym, która z nich ma derogować którą, będą musiały przesądzić względy innego rodzaju (np. cel którejś lub każdej z tych norm).
Podobnie jest w przypadku normy, zgodnie z którą nikomu, obojętnie, w jakich znajduje się on okolicznościach, nie wolno zabijać kobiet i dzieci, i normy, zgodnie z którą każdemu, kto jest na wojnie, wolno zabijać każdego, kto jest po stronie przeciwnej.
Ta sama norma może być natomiast szczególna/szczegółowa względem jednej normy i jednocześnie ogólna względem innej normy.
W przypadku lex specialis derogat legi generali mimo iż jest w niej mowa o derogacji, nie chodzi też raczej o pozbawienie mocy obowiązującej jednej z norm prawnych pozostających w konflikcie, a jedynie o zdecydowanie o tym, która z takich norm prawnych ma znaleźć zastosowanie w stosunku do danego przypadku (danej klasy przypadków). Ewentualnie można przyjmować, że norma bardziej ogólna traci tu moc obowiązującą, ale tylko w zakresie, jaki jest regulowany normą mniej ogólną.
Pewien problem stanowi kolizja zasady lex specialis i lex posterior. Jednym jej rozwiązaniem jest reguła lex posterior generalis non derogat legi priori speciali, wedle której norma mniej szczegółowa powstała później nie deroguje normy bardziej szczegółowej powstałej wcześniej. Reguła ta nie jest jednak uznawana za sztywną i w praktyce dopuszcza się możliwość czynienia od niej odstępstw. Za tymi ostatnimi może przemówić zwłaszcza to, co było celem normy powstałej później – tj. czy celem tym było zachowanie w mocy sprzecznych z tą normą dotychczasowych norm bardziej od niej szczegółowych, czy też pozbawienie takich norm obowiązywania.